# Widewater Beach
Widewater Beach es un área no incorporada en el Condado de Stafford, en el Estado de los Estados Unidos de América de Virginia.